# Discovery, Inc.
Discovery, Inc. (voorheen Discovery Communications, Inc.) was een Amerikaans media- en entertainmentbedrijf. Het bedrijf was opgericht in 1985 en bestond tot 8 april 2022, toen moederbedrijf AT&T het liet fuseren met zusteronderneming WarnerMedia om zo Warner Bros. Discovery te vormen. Discovery, Inc. exploiteerde verschillende tv-zenders en themakanalen, gespecialiseerd in documentaires en andere populairwetenschappelijke programma's.
Discovery begon met een enkele zender; The Discovery Channel. In 2008 bood Discovery 100 kanalen in meer dan 170 landen en in 33 talen. Discovery, Inc. heeft haar hoofdkwartier in Silver Spring.
De programma’s van Discovery waren zowel eigen producties als van andere zenders overgenomen programma's.

## Afdelingen
Discovery is onderverdeeld in vier groepen: Discovery Networks U.S., Discovery Networks International, Discovery Commerce, en Discovery Education.

### Discovery Networks U.S.
Discovery Networks U.S. beheert 17 Engelstalige zenders en twee Spaanstalige zenders. De zenders van deze groep zijn:
| Zender                         | Lancering | Notities                                                                      |
| ------------------------------ | --------- | ----------------------------------------------------------------------------- |
| Discovery Channel              | 1985      |                                                                               |
| Food Network                   | 1993      | Overgenomen per maart 2018 in joint venture met Tribune Media                 |
| HGTV                           | 1994      | Overgenomen per maart 2018                                                    |
| TLC                            | 1972      | Overgenomen door Discovery Communications in mei 1991                         |
| Animal Planet                  | 1996      |                                                                               |
| Travel Channel                 | 1987      | Overgenomen per maart 2018                                                    |
| OWN: The Oprah Winfrey Network | 2011      |                                                                               |
| Discovery Family               | 1996      | Voorheen Discovery Kids                                                       |
| Science                        | 1996      |                                                                               |
| Investigation Discovery        | 1996      | voorheen Discovery Times en CBS Eye on People                                 |
| American Heroes Channel        | 2005      | Voorheen Military Channel                                                     |
| Destination America            | 1998      | Voorheen Planet Green, Discovery Home en Discovery Home and Leisure           |
| Discovery Life                 | 2011      | Fusie van Discovery Health Channel en FitTV. Voorheen Discovery Fit & Health. |
| Velocity                       | 2002      | Voorheen HD Theater. Zend 24 uur per dag in HD uit.                           |
| Cooking Channel                | 2010      | Voorheen Fine Living. Overgenomen per maart 2018.                             |
| DIY Network                    | 1999      | Overgenomen per maart 2018                                                    |
| Great American Country         | 1995      | Overgenomen per maart 2018                                                    |
| Discovery en Español           | 1998      | Spaanstalige versie van Discovery Channel                                     |
| Discovery Familia              | 2007      |                                                                               |

### Discovery Networks International
Discovery Networks International heeft een breed gamma aan zenders, met Discovery Channel en Animal Planet als belangrijkste, die vrijwel overal ter wereld te ontvangen zijn. In totaal heeft deze afdeling zo'n honderd afzonderlijke kanalen in meer dan 40 talen. Discovery Networks International is onderverdeeld in een aantal regio's: EMEA, (bevat ook Australië en Nieuw-Zeeland) en Latijns-Amerika.
Kanalen van Discovery Networks International zijn:
| Zender                    | Lancering           | Notities                                                         |
| ------------------------- | ------------------- | ---------------------------------------------------------------- |
| Discovery                 | 1985                |                                                                  |
| HGTV                      |                     |                                                                  |
| Food Network              | overgenomen in 2018 |                                                                  |
| TLC                       |                     |                                                                  |
| Eurosport                 | overgenomen in 2014 | gestart in India als DSport                                      |
| Investigation Discovery   | 1996                |                                                                  |
| Animal Planet             | 1997                |                                                                  |
| Travel Channel            | overgenomen in 2018 |                                                                  |
| Discovery Science         | 1997                |                                                                  |
| DIY Network               |                     |                                                                  |
| Cooking Channel           |                     |                                                                  |
| TVN                       |                     | Pools                                                            |
| Fine Living               | overgenomen in 2018 |                                                                  |
| Asian Food Channel        |                     |                                                                  |
| DMAX                      | 2006                | start: 2006 Duitsland, 2008 VK & Ierland, 2011 Italië, 2014 Azië |
| Discovery Turbo           | 2005                |                                                                  |
| Discovery Turbo Xtra      | 2005                |                                                                  |
| Quest                     |                     |                                                                  |
| Quest Arabiya             |                     |                                                                  |
| Quest Red                 |                     |                                                                  |
| Eurosport 2               |                     |                                                                  |
| Discovery Home & Health   | 2000                |                                                                  |
| Focus                     |                     | Italië                                                           |
| Frisbee                   |                     | Italië                                                           |
| Giallo                    |                     | Italië                                                           |
| K2                        |                     | Italië                                                           |
| Nove                      |                     | Italië                                                           |
| Real Time                 |                     | Italië                                                           |
| Discovery Asia            |                     |                                                                  |
| DKiss                     |                     |                                                                  |
| Discovery Shed            |                     |                                                                  |
| Discovery HD Theater      |                     |                                                                  |
| Discovery History         |                     |                                                                  |
| Eurosport News            |                     |                                                                  |
| Fatafeat                  |                     | Midden-Oosten                                                    |
| Kanal 5                   |                     | Zweden                                                           |
| Kanal 9                   |                     | Zweden                                                           |
| Kanal 11                  |                     | Zweden                                                           |
| TV5                       |                     | Finland                                                          |
| Kutonen                   |                     | Finland                                                          |
| Frii                      |                     | Finland                                                          |
| Kanal 4                   |                     | Denemarken                                                       |
| Kanal 5                   |                     | Denemarken                                                       |
| 6'eren                    |                     | Denemarken                                                       |
| Canal 9                   |                     | Denemarken                                                       |
| TVNorge                   |                     | Noorwegen                                                        |
| MAX                       |                     | Noorwegen                                                        |
| FEM                       |                     | Noorwegen                                                        |
| VOX                       |                     | Noorwegen                                                        |
| Discovery World           | 1998                |                                                                  |
| Discovery Kids            | 1996                |                                                                  |
| DSport                    | 2017                | India                                                            |
| Discovery Civilization    |                     |                                                                  |
| Discovery Travel & Living |                     |                                                                  |
| Discovery Historia        |                     |                                                                  |
| Eve                       |                     |                                                                  |
| Food TV                   |                     |                                                                  |
| Living Channel            |                     |                                                                  |
| Setanta Sports Asia       |                     |                                                                  |
| Canal+ Discovery          |                     |                                                                  |
| Discovery Jeet            | 12 februari 2018    | India                                                            |

### Discovery Commerce
Discovery Commerce is gespecialiseerd in de verkoop van producten op het gebied van levensstijl, gezondheid, wetenschap en educatie, evenals producten gerelateerd aan de programma's op de Discovery-netwerken.

### Discovery Education
Discovery Education is een afdeling die zich richt op educatieve video's die online bekeken kunnen worden. Tevens verkoopt deze afdeling dvd's, video's en cd-roms van deze programma's.